# 常楽寺 (川崎市)
常楽寺（じょうらくじ）は、神奈川県川崎市中原区にある真言宗智山派の寺院。

## 歴史
奈良時代、聖武天皇の御願所として、行基によって開山されたといわれている。境内からは古墳時代の土師器が出土しており、古くから人が住んでいたことが推測できる。
平安時代、当地一帯は藤原宗家の荘園「稲毛荘」であった。1171年（承安元年）の「稲毛荘検注目録」に記載されている「新御願寺」は当寺のことといわれている。
1968年（昭和43年）の解体修理の際に、襖絵として漫画家による漫画が奉納されたことから「マンガ寺」の別名もある。
当寺周辺は自然が多く残されているということで県の天然記念物に、また歴史的遺産が残っていることで市の重要史跡に指定されている。

## 文化財
- 春日神社、常楽寺及びその周辺の樹叢（神奈川県指定天然記念物 平成4年2月14日指定）[3]
- 木造釈迦如来坐像（川崎市重要歴史記念物 昭和43年2月10日指定）[4]
- 木造聖観世音菩薩立像（川崎市重要歴史記念物 昭和43年2月10日指定）[5]
- 木造十二神将立像（川崎市重要歴史記念物 昭和49年2月19日指定）[6]
- 春日神社・薬師堂・常楽寺境内及びその周辺（川崎市重要史跡 昭和44年12月4日指定）[7]

## 交通アクセス
- 武蔵中原駅より徒歩12分。